# IC 3065
</tr 
IC 3065 је лентикуларна галаксија у сазвјежђу Береникина коса која се налази на листи објеката дубоког неба у Индекс каталогу.
Деклинација објекта је + 14° 26' 1" а ректасцензија 12h 15m 12,5s. Привидна величина (магнитуда) објекта IC 3065 износи 13,6 а фотографска магнитуда 14,5. Налази се на удаљености од 13,8</tr милиона парсека од Сунца. IC 3065 је још познат и под ознакама MCG 3-31-82, CGCG 98-114, VCC 140, PGC 39173.